# Fuego sobre Bagdad
Fuego sobre Bagdad (Título original: Live from Baghdad) es una película producida por la cadena de televisión HBO en el año 2002 y dirigida por Mick Jackson.
La película está basada en las experiencias del equipo de productores y transmisión de la cadena de televisión CNN (Cable Network News) y sus reportajes sobre la Guerra del golfo pérsico. La historia está basada en las experiencias del productor de la CNN Robert Wiener (Michael Keaton), que junto a Ingrid Formanek (Helena Bonham Carter), llegan a Bagdad para cubrir los acontecimientos que estaban sucediendo en esta ciudad. Esta película cuenta con las apariciones de Lili Taylor, Bruce McGill, David Suchet, Robert Wisdom, Joshua Leonard, Paul Guilfoyle, John Carroll Lynch, Michael Cudlitz, Hamish Linklater, Jason Antoon y Kurt Fuller.